# Carrera 43 (estación)
La estación sencilla Carrera 43 - COMAPAN hace parte del sistema de transporte masivo de Bogotá llamado TransMilenio inaugurado en el año 2000.

## Ubicación
La estación está ubicada en el sector de la zona industrial de la ciudad, más específicamente en la Avenida Calle 13 entre carreras 42 Bis y 43. Se accede a ella a través de cruces semaforizados ubicados sobre estas vías.
Atiende la demanda de los barrios El Ejido, Gorgonzola y sus alrededores.
En las cercanías están el Instituto Educativo Distrital La Merced y la fábrica Comapan.

## Origen del nombre
La estación recibe su nombre de la vía que está al costado occidental, la carrera 43 que conecta la Avenida de las Américas con la Avenida de los Comuneros. Sin embargo, en el marco del plan que tiene la empresa TransMilenio para buscar aliados comerciales, al nombre de la estación se le añadió el texto «COMAPAN», el acuerdo comercial inicialmente se estableció con una duración de 3 años.

## Historia
La estación fue inaugurada en el año 2003, al inaugurarse la Troncal Calle 13 desde la estación De La Sabana hasta Puente Aranda.
Durante el Paro nacional de 2021, la estación sufrió diversos ataques que afectaron de forma considerable las puertas de vidrio y demás infraestructura de la estación, razón por la cual se encontró inoperativa.

## Servicios de la estación

### Servicios troncales
| Tipo                                | Rutas al Norte | Rutas al Occidente |
| ----------------------------------- | -------------- | ------------------ |
| Ruta fácil                          | 5              | 5                  |
| Expresos todos los días todo el día | A60            | F60                |

### Esquema
| ← Occidente |         |         |                 |
| Carrera 43  | 5       | F60     | Carrera 42A Bis |
|             | Vagón 2 | Vagón 1 |                 |
| Carrera 43  | 5       | A60     | Carrera 42A Bis |
| Oriente →   |         |         |                 |

### Servicios urbanos
Así mismo funcionan las siguientes rutas urbanas del SITP en los costados externos a la estación, circulando por los carriles de tráfico mixto sobre la Avenida Centenario, con posibilidad de trasbordo usando la tarjeta TuLlave:
| Código | Sector              | Dirección     | Rutas    |
| ------ | ------------------- | ------------- | -------- |
| 366A07 | F Colegio La Merced | AC 13 - TV 42 | A324A501 |
| 371A07 | F Br. El Ejido      | AC 13 - KR 42 | K324     |

## Ubicación geográfica
| Noroeste: Puente Aranda   | Norte: K Quinta Paredes | Nordeste: Puente Aranda |
| Oeste: Puente Aranda      |                         | Este: F Zona Industrial |
| Suroeste: F Puente Aranda | Sur: Puente Aranda      | Sureste: Puente Aranda  |